# Siegfried Wittenbeck
Siegfried Wittenbeck (* 18. September 1931; † 28. September 2005) war ein deutscher Jurist und Politiker (SED). Er war von 1987 bis 1990 Staatssekretär in der DDR.

## Leben
Wittenbeck schloss sich der Sozialistischen Einheitspartei Deutschlands (SED) an. Er studierte Rechtswissenschaften an der juristischen Fakultät der Karl-Marx-Universität Leipzig mit dem Abschluss als  Diplom-Jurist. Später wurde er zum Dr. jur. promoviert. Ab 1960 arbeitete er als Richter am Kreisgericht Stollberg und ab 1964 zunächst als Richter, dann als Oberrichter am Obersten Gericht der DDR. Er war Mitglied des Präsidiums des Obersten Gerichts und Vorsitzender des Strafsenats 2a.
Im Februar 1982 wurde er zum Stellvertreter des Ministers der Justiz der DDR berufen. Im Oktober 1987 stieg er als Nachfolger von Herbert Kern zum Staatssekretär auf. Er blieb bis zur Wende in der DDR im Amt, wurde 1990 von der Regierung de Maizière als Leiter der Abteilung 4 (Strafrecht) bestätigt.
Wittenbeck gehörte am 19. Mai 1993 zu den 61 Gründungsmitgliedern der „Gesellschaft zur Rechtlichen und Humanitären Unterstützung“ (GRH) im Berliner Karl-Liebknecht-Haus und wurde zum Mitglied des Vorstandes gewählt.
Wittenbeck war verheiratet und Vater von zwei Kindern. Er lebte zuletzt als Rechtsanwalt in Berlin und starb im Alter von 74 Jahren. Er wurde auf dem Zentralfriedhof Friedrichsfelde beigesetzt.

## Auszeichnungen
- 1975 Vaterländischer Verdienstorden in Bronze und 1989 in Silber